# Mathieu Morency
Pour les articles homonymes, voir Morency.
Mathieu Morency, né le 15 juillet 1976 à Québec, est un snowboardeur canadien.

## Carrière
Mathieu Morency est sélectionné pour participer aux Goodwill Games d'hiver de 2000 de Lake Placid ; il y est médaillé d'argent en snowboardcross. 
Il obtient deux podiums en snowboardcross au cours de sa carrière en Coupe du monde : une deuxième place à Park City en mars 2000 et une troisième place à Whistler en décembre 1998.
Il est champion du Canada de slalom parallèle en 1999.